# Giordano Rota

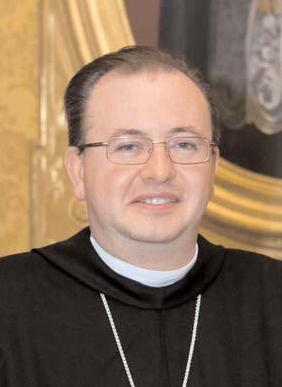
Abt Giordano Rota OSB

Giordano Rota OSB (* 5. April 1970 in Bergamo) ist ein italienischer Ordenspriester und Abt der Abtei Pontida in der Provinz Bergamo, Italien.

## Leben
Giordano Rota trat 1994 in die Benediktinerabtei Pontida in Oberitalien ein, legte am 1. September 1996 die einfache und 1999 die feierliche Profess ab und empfing am 30. September 2000 die Priesterweihe. Er wurde am 28. Juli 2010 zum Abtpräses der Cassinensischen Kongregation gewählt, ein Amt, das er bis zur Wiedervereinigung der Kongregation von Montecassino mit der Kongregation von Subiaco am 7. Februar 2013 innehatte. Papst Benedikt XVI. ernannte ihn am 23. Oktober 2010 zum Apostolischen Administrator der Territorialabtei Santissima Trinità di Cava de’ Tirreni. Diese Abtei verwaltete Rota bis zum 1. Juli 2013. In sein Heimatkloster Pontida zurückgekehrt, wählte ihn der dortige Konvent am 15. Juli 2013 erneut zum Abt von Pontida.
Papst Franziskus ernannte ihn am 10. April 2021 zum Konsultor der Kongregation für die Institute geweihten Lebens und für die Gesellschaften apostolischen Lebens.